# Ередия (провинция)
Ередия (на испански: Heredia) е една от 7-те провинции на централноамериканската държава Коста Рика. Ередия се намира в североцентралната част на страната и граничи с Никарагуа на север. Провинцията е с население от 433 677 жители (по преброяване от май 2011 г.) и обща площ от 2657 km².

## Кантони
Провинция Ередия е разделена на 10 кантона, някои от тях са:
1. Барва
2. Белен
3. Сан Исидро
4. Сан Пабло
5. Сан Рафаел
6. Санта Барбара
7. Санто Доминго